# 재해독
재해독(resequencing)은 유전체학에서 유전체를 해독하는 방법 중 하나이다. 다른 하나는 신해독(또는 선도해독)이다. 이것은 유전체 지도를 만들때 기본적으로 그 목적과 개념이 다르다. 
총 4조원이 든 최초의 인간 표준유전체은 신해독 방법으로 유전체 지도를 새로 만든 것이다. 2016년 1,000달러인 개개인의 재해독은 완전히 다른 비용계산이 필요하다. 이것은 신해독된 표준유전체에, 해독된 주로 짧은 서열을 정렬을 시켜서 그 뼈대에 맞춰 구성한 일종의 반쪽자리 유전체 지도이다.
따라서 엄밀히 말하면 2016년에 흔히 알려진 $1,000 유전체 시대는 오지 않았고, 2016년에도 신해독법으로 인간 유전체을 해독하려면 최소 수십억달러의 해독 비용이 필요하다. 그러나 재해독을 통해 인간이 가진 일반적인 유전변이 (주로 SNP)를 파악할 수 있으므로, 흔히 $1,000 달러 유전체 시대라고 그 데이터 생산의 비용절감을 표현한다.